# Wybory prezydenckie w Niemczech w 1979 roku
Wybory prezydenckie w Niemczech w 1979 roku odbyły się 23 maja. Zgodnie z konstytucją prezydenta wybierało Zgromadzenie Federalne złożone z deputowanych Bundestagu oraz w równej liczbie elektorów wybranych przez parlamenty lokalne (Landtagi). Z 1036 głosów Karl Carstens otrzymał 528, czyli bezwzględną większość i w ten sposób został wybrany na prezydenta już  w pierwszej  rundzie głosowania. 

## Wyniki
| Kandydat         | Partia | I tura        | I tura  |
| Kandydat         | Partia | Liczba głosów | Procent |
| ---------------- | ------ | ------------- | ------- |
| Karl Carstens    | CDU    | 528           | 51      |
| Annemarie Renger | SDP    | 431           | 41,6    |

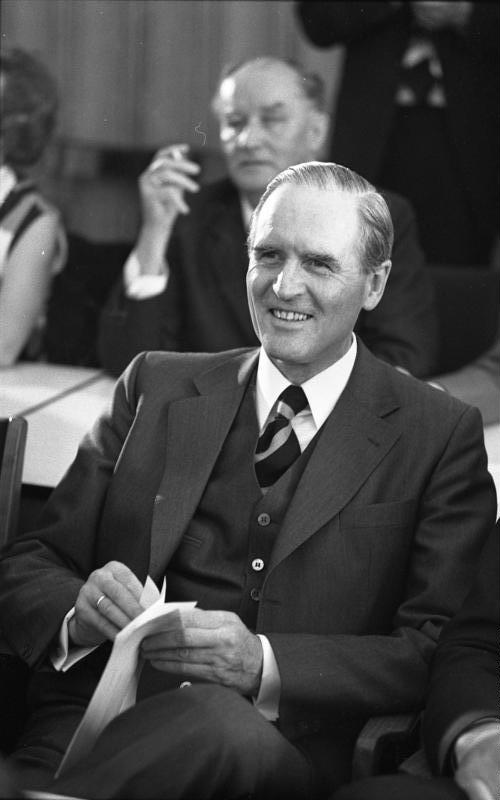
Karl Carstens– kandydat CDU
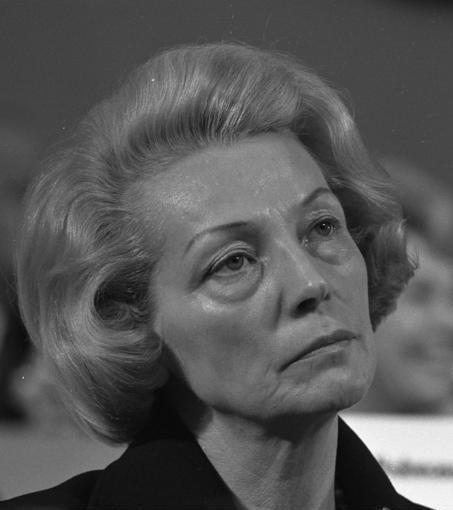
Annemarie Renger- kandydatka SPD